# Sex Tips from Rock Stars
Sex Tips from Rock Stars: In Their Own Words (en español - Consejos Sexuales de Estrellas de Rock: En sus propias palabras) es un libro de Paul Miles publicado en 2010 que presenta las respuestas de 23 músicos de rock a preguntas sobre sexualidad. Fue publicado por la editorial Omnibus en julio de 2010 en Europa y en octubre de 2010 en Norteamérica y Australia. Los editores aseguran que el libro es el primer confesionario de las estrellas de rock en cuanto a sus aventuras sexuales. Paul Miles contribuyó en el libro The Dirt sobre los excesos de la agrupación estadounidense Mötley Crüe.

## Músicos que contribuyeron en el libro
En el libro aparecen historias sobre los siguientes músicos de rock:
- Acey Slade - Murderdolls, Dope
- Adde - Hardcore Superstar
- Allison Robertson - The Donnas
- Andrew W.K.
- Rob Nicholson - Ozzy Osbourne, Rob Zombie
- Brent Muscat - Faster Pussycat
- Bruce Kulick - Kiss
- Chip Z'Nuff - Enuff Z'Nuff
- Courtney Taylor-Taylor - The Dandy Warhols
- Danko Jones
- Doug Robb - Hoobastank
- Evan Seinfeld - Biohazard
- Ginger - The Wildhearts
- Handsome Dick Manitoba - The Dictators, MC5
- James Kottak - Scorpions, Kingdom Come
- Jesse Hughes - Eagles of Death Metal
- Jimmy Ashhurst - Buckcherry
- Joel O'Keeffe - Airbourne
- Lemmy - Motörhead
- Nicke Borg - Backyard Babies
- Rob Patterson - Korn, Otep
- Toby Rand - Juke Kartel
- Vazquez - Damone